# Сін Чеха
У цьому корейському імені прізвище (Сін) стоїть перед особовим ім'ям.
Сін Чеха (кор. 신재하, нар. 2 квітня 1993) — південнокорейський актор.

## Особисте життя

### Військова служба
Сін був призваний на обов'язкову військову службу 24 листопада 2020 та був звільнений з неї 23 травня 2022 без повернення до свого підрозділу згідно з політикою Збройні сили Республіки Корея щодо запобігання COVID-19.

## Фільмографія

### Фільми
| Рік  | Назва                  | Роль   | Прим. |
| ---- | ---------------------- | ------ | ----- |
| 2014 | «Речі без майбутнього» | Хьонсу | [ 6 ] |
| 2014 | «Звільни мене»         | Помтхе | [ 7 ] |

### Телесеріали
| Рік       | Назва                              | Роль                                  | Коментарі                  | Мережа    | Прим.  |
| --------- | ---------------------------------- | ------------------------------------- | -------------------------- | --------- | ------ |
| 2014      | «Таємне кохання»                   |                                       |                            | DRAMAcube |        |
| 2014–2015 | «Піноккіо»                         | Кі Че Мьон в дитинстві / Репортер YGN | Репортер, камео (серія 20) | SBS       | [ 8 ]  |
| 2014      | «Вічно молодий»                    | Хван Чійон                            |                            | VTV3, MBC | [ 8 ]  |
| 2015      | «Я пам'ятаю тебе»                  | Пак Тейон                             | Камео (серії 4,5,8 & 13)   | KBS2      | [ 9 ]  |
| 2015      | «Підбадьорся!»                     | Тхепхьон                              |                            | KBS2      | [ 10 ] |
| 2015–2016 | «Пам'ятай»                         | Соль Мінсу                            |                            | SBS       | [ 11 ] |
| 2016      | «Містичні першокурсники»           | Кім Тоюн                              |                            | SBS       | [ 12 ] |
| 2016      | «Пам'ять»                          | Кан Хьонук                            |                            | tvN       | [ 13 ] |
| 2016      | «Page Turner»                      | Со Чінмок                             |                            | KBS2      | [ 14 ] |
| 2016      | «У розшуку»                        | Лі Йонґван                            |                            | SBS       | [ 15 ] |
| 2017      | «Доки ти спала»                    | Чон Сиинвон                           |                            | SBS       | [ 16 ] |
| 2017–2018 | «Навчальний посібник для в'язниць» | Кім Мінсон                            |                            | tvN       | [ 17 ] |
| 2017–2018 | «Кохання кожного»                  | Мін Хансу                             | Камео (серія 7)            | tvN       | [ 18 ] |
| 2018      | «Поема на день»                    | Кім Наму                              |                            | tvN       | [ 19 ] |
| 2018      | «Детектив-привид»                  | Кім Кьоль                             |                            | KBS2      | [ 20 ] |
| 2018      | «Він гімн смерті»                  | Юн Кісон                              |                            | SBS       | [ 21 ] |
| 2018      | «Спогади про Альгамбру»            | Репортер                              | Камео (серія 12)           | tvN       |        |
| 2019      | «Вітаємо у житті»                  | Юн Пхільу                             |                            | MBC       | [ 22 ] |
| 2019      | «ВІП»                              | Ма Сан'у                              |                            | SBS       | [ 23 ] |
| 2020      | «Моя несхожа родина»               | Кім Чіу                               |                            | tvN       | [ 24 ] |
| 2023      | «Експрес-курс із романтики»        | Чі Тонхі                              |                            | tvN       | [ 25 ] |
| 2023      | «Таксист»                          | Он Хаджун / Кім Тану                  | Сезон 2                    | SBS       | [ 26 ] |
| 2023      | «Біографія лиходія»                | Хан Помдже                            |                            | ENA       | [ 27 ] |

### Вебсеріали
| Рік  | Назва                     | Роль       | Мережа    | Прим.  |
| ---- | ------------------------- | ---------- | --------- | ------ |
| 2015 | «Історія кохання дівчини» | Сін Чеха   | SBS Plus  | [ 28 ] |
| 2016 | «Ко Хо, Зоряна ніч»       | О Чонмін   | Sohu, SBS | [ 29 ] |
| 2017 | «Сліди рук»               | Кім Хонсік | Naver TV  | [ 30 ] |

### Телешоу
| Рік  | Назва               | Роль                       | Коментарі                           | Мережа | Прим.  |
| ---- | ------------------- | -------------------------- | ----------------------------------- | ------ | ------ |
| 2016 | «Цукерка мого вуха» | Учасник акторського складу | з Чісу, Нам Чу Хьоком та Кім Юханом | tvN    | [ 31 ] |

### Музичні відео
| Рік  | Назва пісні | Артист |
| ---- | ----------- | ------ |
| 2017 | «The Love»  | Buzz   |

## Нагороди та номінації
| Церемонія нагородження   | Рік  | Категорія                                                      | Номінант / Робота | Результат | Прим.  |
| ------------------------ | ---- | -------------------------------------------------------------- | ----------------- | --------- | ------ |
| Премія SBS драма         | 2019 | Найкращий новий актор                                          | «ВІП»             | Номінація | [ 32 ] |
| Премія SBS драма         | 2023 | Нагорода за майстерність, Найкращий актор багатосезонної драми | «Таксист»         | Перемога  | [ 33 ] |
| Сеульська премія WebFest | 2017 | Найкращий актор                                                | «Сліди рук»       | Перемога  | [ 34 ] |